# Cons-Sainte-Colombe
Cons-Sainte-Colombe korábbi község (település) Franciaországban, Haute-Savoie megyében. 2016. január 1-jén Marlens községgel egyesült és Val de Chaise új község része lett.
Lakosainak száma 390 fő (2018. január 1.). Cons-Sainte-Colombe Saint-Ferréol, Marthod, Faverges-Seythenex és Val de Chaise községekkel határos.

## Népesség
A település népességének változása:
| Lakosok száma | 159  | 156  | 158  | 231  | 227  | 334  | 372  | 372  | 387  | 390  |
|               | 1962 | 1968 | 1975 | 1982 | 1990 | 2008 | 2013 | 2015 | 2017 | 2018 |